# Tjurholmen, Helsingfors
För andra betydelser, se Tjurholmen (olika betydelser).
Tjurholmen, finska: Härkäsaari, är en ö i Finland. Den ligger i Finska viken och i kommunen Helsingfors i den ekonomiska regionen  Helsingfors i landskapet Nyland, i den södra delen av landet. Ön ligger nära Helsingfors.
Öns area är 0,6 hektar och dess största längd är 90 meter i sydväst-nordöstlig riktning.